# Elevtherokhórion (ort i Grekland)
Elevtherokhórion (Eleftherochori) är en ort i Grekland.   Den ligger i prefekturen Fthiotis och regionen Grekiska fastlandet, i den centrala delen av landet, 140 km nordväst om huvudstaden Aten. Elevtherokhórion ligger 901 meter över havet och antalet invånare är 119.
Terrängen runt Elevtherokhórion är varierad. Elevtherokhórion ligger uppe på en höjd som går i öst-västlig riktning. Runt Elevtherokhórion är det ganska glesbefolkat, med 26 invånare per kvadratkilometer. Närmaste större samhälle är Lamia, 15,2 km norr om Elevtherokhórion. I omgivningarna runt Elevtherokhórion växer i huvudsak blandskog.